# Лагута, Артём Григорьевич
Артём Григо́рьевич Лагу́та (род. 12 ноября 1990, село Суходол, Шкотовский район, Приморский край) — российский спидвейный гонщик. Мастер спорта. Первый россиянин — чемпион мира в личном зачёте (2021). Трёхкратный чемпион мира в командном зачёте (2018, 2019, 2020), двукратный чемпион России в личном зачёте, чемпион России в командном зачете. Обладатель Кубка европейских чемпионов. Бронзовый призёр Кубка мира по спидвею.

## Семья
Старший брат Александр Лагута — мастер спорта по мотокроссу. Ещё один старший брат — Григорий Лагута, также спидвейный гонщик. В 2007—2010 Артём и Григорий выступали в России за один спидвейный клуб — «Восток».
У Артёма Лагуты два ребёнка: сын Адам и дочка Агния.
Племянник по материнской линии — Вадим Тарасенко, спидвейный гонщик.

## Клубная карьера

### В России
Начал заниматься мотоспортом в 5 лет, начав с мотокросса, которым и занимался на протяжении 10 лет, однако позже переключился на спидвей под влиянием старшего брата Григория, который и был, по словам Артёма, его главным тренером.
В 2004 году дебютировал во всероссийских соревнованиях по спидвею, заняв 12-е место в личном чемпионате России среди юношей и 3-е в командном в составе «Приморье-Востока» в паре с Михаилом Скачко.
В 2006 году формально числился в заявке клуба «Приморье» на командный чемпионат России, однако не провёл ни одну из двух гонок «Приморья» до снятия клуба с чемпионата.
В 2007 году дебютировал в командном чемпионате России по спидвею в составе «Востока». Первой гонкой Лагуты стал гостевой поединок с «Ураганом» Ровно. В своём первом заезде пришёл 4-м (после Г. Лагуты, Хжановски и Карпова), а в следующем заезде набрал первое очко чемпионата России (заезд: Пуоджукс, Власов, А.Лагута, Дикал). Гонка окончилась вничью (45:45), Артём Лагута набрал 1 очко и 1 бонус в 4 заездах (0; 1*; 0; ПИ).
На протяжении 2007—2010 годов выступал за «Восток», собрав за эти годы основные золотые медали российского спидвея: чемпионство в личном и командном первенствах как во взрослом зачёте, так и среди юниоров.
В 2008 и 2009 годах был вторым после Эмиля Сайфутдинова гонщиком-юниором России по СРЗ в КЧР, а в 2010 — лучшим среди юниоров и 2-м после Григория Лагуты в общем рейтинге.
В декабре 2010 года перешёл в тольяттинскую «Мега-Ладу». По словам Лагуты, основной причиной, заставившей его покинуть брата и дальневосточный клуб, была срочная потребность в денежных средствах на выступление в Гран-При 2011. «Мега-Лада», в отличие от «Востока», была готова выплатить необходимую сумму до 15 января. Однако тренер «Востока» Игорь Столяров полагает, что гонщик вёл переговоры с «Мега-Ладой» ещё в течение сезона-2010, и решение Лагутой было принято уже тогда. Срочная нехватка денег же была лишь формальным поводом.
Став в новой команде абсолютным лидером, Лагута в 2011 году вновь стал чемпионом страны в личном зачёте.
В 2012 г. установил новый рекорд тольяттинского трека СТК им. Анатолия Степанова — 62,4 секунды.
В 2013 г. стал чемпионом страны в командном зачете в составе «Мега-Лады», но вновь неожиданно сменил клуб — перейдя в «Турбину» перед сезоном-2014. В 2015—2016 гг. в составе СК «Восток» стал чемпионом страны дважды.
В 2017 году вновь выступал за «Мега-Ладу», выиграв золото КЧР, а также серебро ЛЧР и личного и парного чемпионатов Европы.

### В Европе
В 2008 году начал зарубежную карьеру, дебютировав в составе «Локомотива» из Даугавпилса в I польской лиге, наивысшее достижение — 2 место 1ПЛ («Локомотив» не смог пройти в Экстралигу из-за поражения в стыковых матчах с «Вроцлавом»). 2 мая 2010 установил рекорд даугавпилсского трека — 66,65 с — державшийся до 30 мая. 5 июля Лагутой был побит рекорд трека в Познани, устоявший до 1 августа.
В 2011 году оба брата Лагуты перешли в клуб Экстралиги — «Влукняж» Ченстохова.
С 2009 года выступал и в Швеции — сначала за «Вастервик», в 2010—2012 — составе «Валсарны», затем по году в «Хамарбю», «Варгарне» и «Индианерне».
В 2010 году принял участие в единственной гонке чемпионата Украины в составе «Каскада» Ровно.
В 2011 году предполагалось также участие Артёма в чешской лиге, однако за весь сезон гонщик не принял участия ни в одной гонке.
В сезоне 2012 сменил «Влукняж» на другой клуб польской Экстралиги — «Полония» Быдгощ, где выступал, в том числе, вместе с другими российскими гонщиками — Эмилем Сайфутдиновым и Даниилом Ивановым. В 2013 г. перешёл в «Унию» Тарнув, добившись с ней бронзовых медалей чемпионата Польши. В 2014 г. повторил результат, в 2015 перешёл в клуб-новичок Экстралиги — ГКМ Грудзендз. В 2021 г. выиграл чемпионат Польши с командой «Спарта Вроцлав».

### Среднезаездный результат
| Лига         | 2007         | 2008            | 2009            | 2010            | 2011            | 2012            | 2013              | 2014              | 2015                | 2016                | 2017                | 2018                | 2019                | 2020                | 2021                 |
| ------------ | ------------ | --------------- | --------------- | --------------- | --------------- | --------------- | ----------------- | ----------------- | ------------------- | ------------------- | ------------------- | ------------------- | ------------------- | ------------------- | -------------------- |
| Флаг России  | 1,570 Восток | 1,944 Восток    | 2,329 Восток    | 2,806 Восток    | 2,606 Мега-Лада | 2,733 Мега-Лада | 2,697 Мега-Лада   | 2,786 Турбина     | 2,688 Восток        | 2,652 Восток        | 2,806 Мега-Лада     | -                   | 2,333 Восток        | -                   | -                    |
| Флаг Украины | 1,500 СКА    | -               | -               | 2,667 Каскад    | -               | -               | -                 | -                 | -                   | -                   | -                   | -                   | -                   | -                   | -                    |
| (E)          | -            | -               | -               | -               | 1,371 Влукняж   | 1,208 Полония Б | 2,090 Уния Тарнув | 2,200 Уния Тарнув | 1,973 ГКМ Грудзендз | 1,871 ГКМ Грудзендз | 2,236 ГКМ Грудзендз | 2,390 ГКМ Грудзендз | 2,286 ГКМ Грудзендз | 2,480 ГКМ Грудзендз | 2,360 Спарта Вроцлав |
| (I)          | -            | 1,894 Локомотив | 1,731 Локомотив | 2,270 Локомотив | -               | -               | -                 | -                 | -                   | -                   | -                   | -                   | -                   | -                   | -                    |
| (E)          | -            | -               | 1,000 Вастервик | 1,429 Валсарна  | 1,478 Валсарна  | 1,630 Валсарна  | 1,917 Хаммарбю    | 1,231 Варгарна    | 1,800 Индианерна    | 2,054 Ветланда      | -                   | 2,422 Ветланда      | 2,415 Ветланда      | 2,400 Вастервик     | 2,583 Вастервик      |
| Флаг Дании   | -            | -               | -               | -               | -               | -               | 2,324 Эсбьерг     | 2,290 Эсбьерг     | 1,714 Эсбьерг       | 1,833 Фйельстед     | -                   | -                   | -                   | -                   | -                    |

## Достижения
| - Чемпионат России по спидвею среди юношей в командном зачёте — 3 место (2004) - Чемпионат России по спидвею среди юниоров до 19 лет: в личном зачёте — 1 место (2008), 2 место (2007) - Чемпионат России по спидвею среди юниоров до 21 года: в личном зачёте — 1 место (2009, 2010), 2 место (2008) в командном зачёте — 1 место (2008, 2010), 3 место (2007, 2009) - Чемпионат России по спидвею в личном зачёте — 1 место (2010, 2011), 3 место (2012, 2017) в командном зачёте — 1 место (2010, 2013, 2015, 2016, 2017, 2019), 2 место (2008, 2009, 2012), 3 место (2007, 2011, 2014) в парном зачёте — 1 место (2012), 2 место (2009) | На международных соревнованиях Юниорские соревнования ЛЧЕЮ — 7 место (2007), 5 место (2008), 4 место (2009) КЧЕЮ — 2 место в полуфинале (2008) ЛЧМЮ — 12 место (2009), 10 место (2010) КЧМЮ — 4 место в полуфинале (2008), 1 место (2011) Взрослые соревнования ЛЧЕ — 15 место (2013, участвовал по дикой карте в 1 из 4 финалов), 8 место (2015), 13 место в Челлендже (2016), 2 место (2017) ПЧЕ — 2 место (2009, 2017) КЕЧ — 3 место (2009, за «Восток») , 1 место (2011, за «Восток») КЧМ — 6 место (2010), 3 место (2012) , 7 место (2015, участие только в полуфинале), 6 место (2016) ЛЧМ — 1 место (2021) , 15 место (2011), 6 место (2018), 11 место (2019), 7 место (2020) Гран-При Челлендж 2010 — 10 место в полуфинале Гран-При Челлендж 2011 — 1 место Гран-При Челлендж 2015 — 17 место в полуфинале Гран-При Челлендж 2018 — 2 место Speedway of Nations — 1 место (2018, 2019, 2020) Артем Лагута отказался от участия в Командном Кубке мира -2011 в связи с тем, что для участия в полуфинале не имел британской визы [ 4 ] (см. ниже), а к рейс-оффу в польском Гожуве-Велькопольском не успевал добраться из Владивостока . В 2012 году принимал участие как в полуфинале, так и в финале Кубка мира, став обладателем бронзовой награды в составе сборной России. В 2013 и 2014 гг. последовательно отказывался от участия в ККМ из-за недостатка финансирования сборной. В 2015 г. принял участие в полуфинале ККМ, однако не участвовал в рейс-офф ввиду плотного графика и недостаточного времени на отдых. В 2017 году не был вызван в сборную. В 2018, 2019 и 2020 годах в составе российской сборной трижды выиграл турнир Speedway of Nations , пришедший на смену ККМ. |  |

### Участие в серии Гран-При
В сезоне-2010, став чемпионом России в личном и командном зачётах, первым среди россиян победил в отборочном соревновании мировой серии Гран-при — Гран-при Челлендж, заслужив право участия в сезоне-2011.
Начав с 5 нулей в Гран-При Европы, Лагута улучшал результаты, лишь немного не дотянув до участия в полуфинале Гран-При Дании. Перед Гран-при Великобритании не сумел своевременно оформить британскую визу и был заменён шведом Магнусом Зеттерстрёмом. 22 июля в матче польской Экстралиги Лагута неудачно атаковал Себастьяна Уламека, упав и получив травму запястья и плеча. В результате гонщик был вынужден пропустить и Гран-При Италии.
10 сентября в Войенсе единственный раз за сезон пробился в полуфинал Гран-При.
В 2017 г. снова пробился в серию Гран-При через Гран-При Челлендж.
В 2021 г., выиграв 5 этапов Гран-При из 11, стал первым российским чемпионом мира в личном зачёте.

#### Мировая серия Гран-При
| Сезон | Номер | 1       | 2       | 3       | 4       | 5       | 6       | 7       | 8       | 9      | 10      | 11      | Место | Очки |
| ----- | ----- | ------- | ------- | ------- | ------- | ------- | ------- | ------- | ------- | ------ | ------- | ------- | ----- | ---- |
| 2011  | 13    | EUR 0   | SWE 1   | CZE 2   | DNK 7   | GBR —   | ITA —   | SCA 1   | POL 1   | NOR 9  | CHO 4   | FNL 3   | 15    | 28   |
| 2018  | 222   | POL 13  | CZE 8   | DEN 12  | SWE 8   | GBR 6   | SCA 6   | POL2 13 | SVN 7   | GER 4  | POL3 20 |         | 6     | 97   |
| 2019  | 222   | POL 4   | SVN 13  | CZE 9   | SWE 5   | POL2 7  | SCA 16  | GER 8   | DEN 5   | GBR 6  | POL3 7  |         | 11    | 76   |
| 2020  | 222   | POL1 20 | POL2 12 | POL3 8  | POL4 5  | CZE1 10 | CZE2 5  | POL5 8  | POL6 16 |        |         |         | 7     | 84   |
| 2021  | 222   | CZE1 12 | CZE2 20 | POL1 16 | POL2 18 | POL3 14 | POL4 20 | SWE 18  | RUS 20  | DEN 20 | POL5 20 | POL6 14 | 1     | 192  |

## Прочие соревнования
- «Большой Владивосток» — 1 место (2008, личные, Владивосток)
- «Золотая Лента» — 3 место (2010, личные, юниоры, Пардубице)
- Открытый Чемпионат Латвии — 3 место (2010, личные, Даугавпилс)
- Открытый Чемпионат Латвии среди юниоров — 1 место (2010, личные, юниоры, Даугавпилс)
- Eurosport Speedway Best Pairs — 2 место (в паре с Григорием Лагутой и Эмилем Сайфутдиновым в составе сборной России, 2013, Торунь)